# Eleccions comunals andorranes de 2023
Les eleccions comunals andorranes de 2023 se celebraran el 17 de desembre de 2023. En aquestes eleccions s'escolliran tots els membres dels consells de comú de les set parròquies d'Andorra. Després de les eleccions, els consellers comunals seran els qui s'encarregaran d'escollir el cònsol major i el cònsol menor de cada comú, òrgan administratiu de cada parròquia.
Per primera vegada en unes eleccions comunals el nombre d'electors supera la barrera dels 30.000, exactament 30.401.

## Sistema electoral
Els consells de comú han d'estar formats per un nombre parell de membres, sempre entre 10 i 16. Actualment Canillo i Ordino tenen 10 consellers i la resta de parròquies en tenen 12. El Consell de Comú de cada parròquia té la llibertat per escollir i modificar el nombre de consellers. Les persones que es vulguin presentar a les eleccions comunals han de perfeccionar una llista tancada que tingui almenys el mateix nombre de membres que escons a escollir. La candidatura ha de recollir avals d'un mínim del 0,5% del cens de la parròquia.
Cada elector només pot votar per una llista, sense alterar-ne ni l'ordre ni la composició.
La meitat dels escons queden assignats per al partit que hagi obtingut més vots als comicis. L'altra meitat dels escons es reparteix segons el mètode de les restes més altes aplicant el quocient de Hare, incloent-hi el partit més votat. En cas que hi hagi empat en les llistes més votades, la meitat dels escons es reparteixen igual entre les forces que hagin empatat. Si no fos possible una distribució exacta, l'escó o els escons sobrants han de ser acumulats al nombre de consellers a repartir proporcionalment.

## Candidatures
S'han presentat un total de 14 candidatures: una a Canillo, tres a Sant Julià de Lòria i dues a la resta de parròquies.
| Parròquia           | Candidatura | Candidatura                                                            | Partits que hi donen suport        | Cap de llista              |
| ------------------- | ----------- | ---------------------------------------------------------------------- | ---------------------------------- | -------------------------- |
| Canillo             |             | Demòcrates + Independents                                              | DA                                 | Jordi Alcobé Font          |
| Encamp              |             | Units per al Progrés + Demòcrates + Independents                       | DA                                 | Laura Mas Barrionuevo      |
| Encamp              |             | Avancem                                                                | PS                                 | Marta Pujol Palau          |
| Ordino              |             | Units per Ordino                                                       | AE, PS                             | Enric Dolsa Font           |
| Ordino              |             | Acció Comunal d'Ordino + Demòcrates + Independents + Progressistes SDP | ACO, DA, SDP                       | Maria del Mar Coma Padilla |
| La Massana          |             | Ciutadans Compromesos + DA + Independents                              | CC, DA                             | Eva Sansa Jordan           |
| La Massana          |             | Amb Seny                                                               | Concòrdia, PS, Somveïns, Participa | Guillem Forné Gispert      |
| Andorra la Vella    |             | Enclar                                                                 | Concòrdia, PS, Somveïns            | Sergi Gonzalez Camacho     |
| Andorra la Vella    |             | Demòcrates + Progressistes SDP + Independents                          | DA, SDP                            | David Astrie Padilla       |
| Sant Julià de Lòria |             | Unió Laurediana + Demòcrates + Acció + Independents                    | Acció, DA, UL                      | Josep Majoral Obiols       |
| Sant Julià de Lòria |             | Desperta Laurèdia                                                      | Concòrdia                          | Cerni Cairat Perrigault    |
| Sant Julià de Lòria |             | Per Sant Julià                                                         | PS, SDP                            | Antonio Miralles Gascó     |
| Escaldes-Engordany  |             | Consens per Escaldes-Engordany                                         | PS, Concòrida, independents        | Rosa Gili Casals           |
| Escaldes-Engordany  |             | Demòcrates + Acció + SDP + Independents                                | Acció, DA, SDP                     | Anna García Ricart         |

## Resultats

### Canillo
| Llista            | Llista                    | Vots  | %     | Escons |
| ----------------- | ------------------------- | ----- | ----- | ------ |
|                   | Demòcrates + Independents | 432   | 63,2  | 10     |
| Blancs            | Blancs                    | 218   | –     | –      |
| Nuls              | Nuls                      | 34    | –     | –      |
| Total             | Total                     | 684   | 100   | 10     |
| Cens/participació | Cens/participació         | 1.220 | 56,06 | –      |

### Encamp
| Llista            | Llista                                           | Vots  | %    | Escons |
| ----------------- | ------------------------------------------------ | ----- | ---- | ------ |
|                   | Units per al Progrés + Demòcrates + Independents | 1.403 | 68,2 | 10     |
|                   | Avancem                                          | 653   | 31,8 | 2      |
| Blancs            | Blancs                                           | 202   | –    | –      |
| Nuls              | Nuls                                             | 74    | –    | –      |
| Total             | Total                                            | 2.332 | 100  | 12     |
| Cens/participació | Cens/participació                                | 4.440 | 52,5 | –      |

### Ordino
| Llista            | Llista                                                                 | Vots  | %    | Escons |
| ----------------- | ---------------------------------------------------------------------- | ----- | ---- | ------ |
|                   | Acció Comunal d'Ordino + Demòcrates + Independents + Progressistes SDP | 646   | 55,6 | 8      |
|                   | Units per Ordino                                                       | 515   | 44,4 | 2      |
| Blancs            | Blancs                                                                 | 138   | –    | –      |
| Nuls              | Nuls                                                                   | 36    | –    | –      |
| Total             | Total                                                                  | 1.335 | 100  | 10     |
| Cens/participació | Cens/participació                                                      | 1.947 | 68,6 | –      |

### La Massana
| Llista            | Llista                                    | Vots  | %    | Escons |
| ----------------- | ----------------------------------------- | ----- | ---- | ------ |
|                   | Ciutadans Compromesos + DA + Independents | 1.113 | 58,7 | 10     |
|                   | Amb Seny                                  | 782   | 41,3 | 2      |
| Blancs            | Blancs                                    | 159   | –    | –      |
| Nuls              | Nuls                                      | 60    | –    | –      |
| Total             | Total                                     | 2.114 | 100  | 12     |
| Cens/participació | Cens/participació                         | 3.552 | 59,5 | –      |

### Andorra la Vella
| Llista            | Llista                                        | Vots  | %     | Escons |
| ----------------- | --------------------------------------------- | ----- | ----- | ------ |
|                   | Enclar                                        | 1.989 | 52,5  | 9      |
|                   | Demòcrates + Progressistes SDP + Independents | 1.802 | 47,5  | 3      |
| Blancs            | Blancs                                        | 244   | –     | –      |
| Nuls              | Nuls                                          | 89    | –     | –      |
| Total             | Total                                         | 4.124 | 100   | 12     |
| Cens/participació | Cens/participació                             | 8.784 | 46,96 | –      |

### Sant Julià de Lòria
| Llista            | Llista                                              | Vots  | %    | Escons |
| ----------------- | --------------------------------------------------- | ----- | ---- | ------ |
|                   | Desperta Laurèdia                                   | 1.357 | 53,3 | 9      |
|                   | Unió Laurediana + Demòcrates + Acció + Independents | 1.047 | 41,1 | 3      |
|                   | Per Sant Julià                                      | 144   | 5,7  | 0      |
| Blancs            | Blancs                                              | 114   | –    | –      |
| Nuls              | Nuls                                                | 37    | –    | –      |
| Total             | Total                                               | 2.699 | 100  | 12     |
| Cens/participació | Cens/participació                                   | 4.559 | 59,2 | –      |

### Escaldes-Engordany
| Llista            | Llista                                  | Vots  | %    | Escons |
| ----------------- | --------------------------------------- | ----- | ---- | ------ |
|                   | Consens per Escaldes-Engordany          | 1.606 | 51,5 | 9      |
|                   | Demòcrates + Acció + SDP + Independents | 1.513 | 48,5 | 3      |
| Blancs            | Blancs                                  | 177   | –    | –      |
| Nuls              | Nuls                                    | 60    | –    | –      |
| Total             | Total                                   | 3.356 | 100  | 12     |
| Cens/participació | Cens/participació                       | 5.899 | 56,9 | –      |